# Doto fragilis
Doto fragilis är en snäckart som först beskrevs av Forbes 1838. Enligt Catalogue of Life ingår Doto fragilis i släktet Doto och familjen Dotoidae, men enligt Dyntaxa är tillhörigheten istället släktet Doto och familjen kottesniglar. Arten är reproducerande i Sverige. Inga underarter finns listade i Catalogue of Life.